# Parafia Matki Boskiej Częstochowskiej w Prokowie
Parafia Matki Boskiej Częstochowskiej w Prokowie – rzymskokatolicka parafia w Prokowie. Należy do dekanatu kartuskiego znajdującego się w diecezji pelplińskiej.
Erygowana w 1990 roku. Jej proboszczem jest ks. Grzegorz Lewandowski.

## Obszar parafii
Do parafii należą wsie: Garcz, Mokre Łąki, Prokowo, Prokowskie Chrósty, Sitna Góra.